# Lennart Weibull

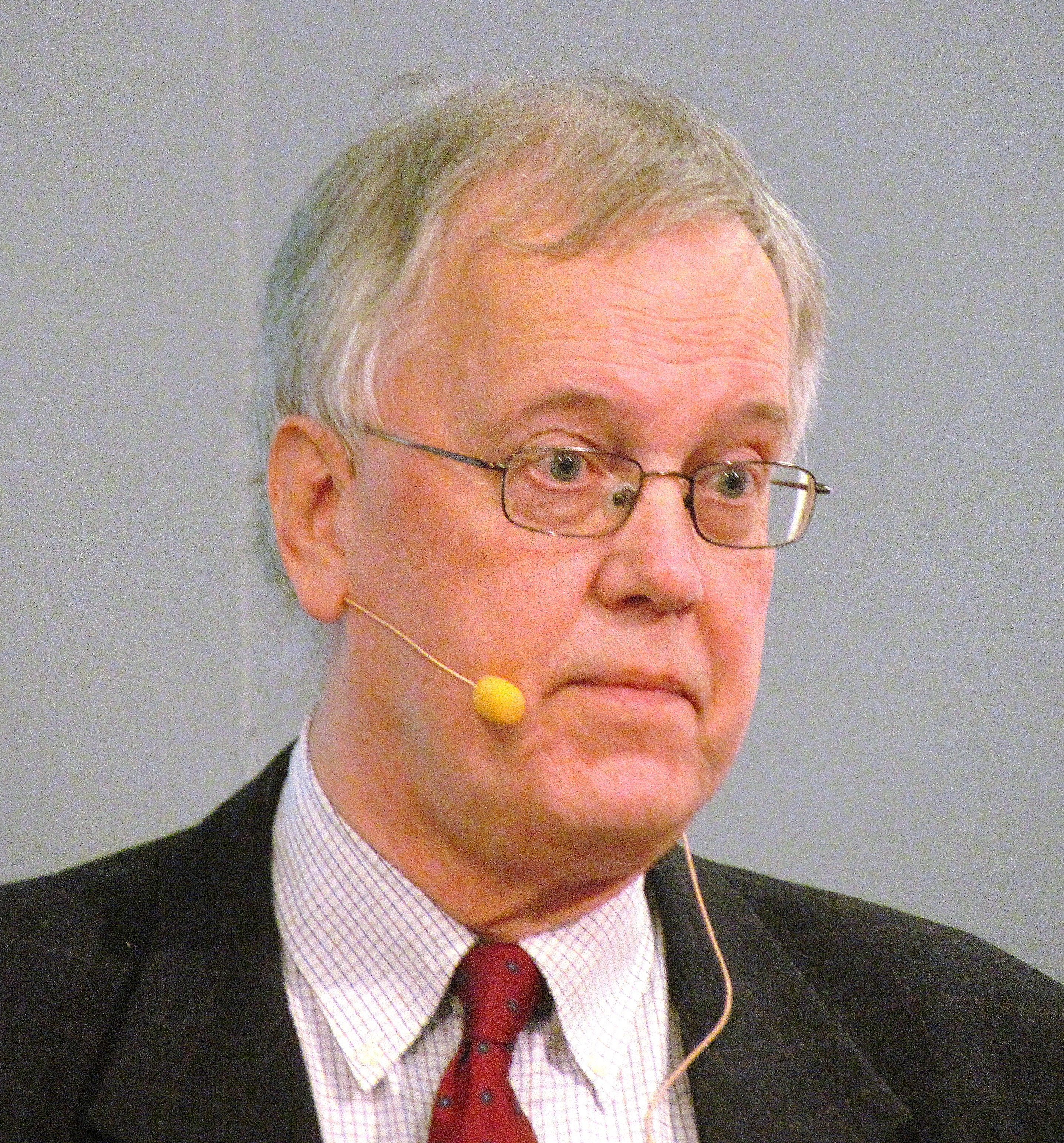
Lennart Weibull 2011.

Georg Lennart Weibull, född 20 mars 1946, är en svensk massmedieforskare och professor vid Göteborgs universitet . 
Weibull är professor vid Institutionen för journalistik, medier och kommunikation, JMG, vid Göteborgs universitet.  Mellan 2006 och 2012 var han universitetets prorektor. Till de mer kända publikationerna hör Tidningsläsning i Sverige (1983), Spegla, granska, tolka (2001) som skrivits tillsammans med Monika Djerf-Pierre samt läroboken Massmedier (1979; 9:e upplagan 2008), författad tillsammans med Stig Hadenius och Ingela Wadbring. Weibull har under åren 1979–2008 verkat som programansvarig för Dagspresskollegiet vid Göteborgs universitet och har sedan mitten av 1980-talet ansvarat för ledningen av SOM-institutet tillsammans med Sören Holmberg och Lennart Nilsson. Sedan 2002 är han ledamot av Kungliga Vetenskaps- och Vitterhetssamhället i Göteborg. Weibull tilldelades Göteborgs stads förtjänsttecken 2014.